# Georges Dhaeyer
Georges Dhaeyer, né à Bruxelles le 3 novembre 1867 et mort à Schaerbeek le 20 janvier 1939, est un architecte belge. Ses nombreuses constructions sont de style style éclectique ou néoclassiques, il a produit quelques œuvres  néogothiques. Toutes ses œuvres sont signées sur les façades. Il travaille le plus souvent dans la Région bruxelloise, souvent pour des institutions religieuses ou des familles aristocratiques.

## Biographie
Georges Dhaeyer est né à Bruxelles le 3 novembre 1867. Ses parents sont Théophile Dhaeyer, un entrepreneur en menuiserie et Marie Catherine Vandekerkhove.
Il fait des études à l'école Saint-Luc et épouse à Schaerbeek Jacqueline Marie Parmentier (1872-1953), la fille d'un entrepreneur et fabricant de briques. Leur fils Paul Dhaeyer est également architecte.
Georges Dhaeyer est un adepte du style éclectique, il a produit aussi quelques œuvres néo-gothiques,.
II dessine notamment les plans du couvent des rédemptoristes à Jette, de la gare de tramway au Coq et de nombreuses maisons à Bruxelles.
Un nombre important de ses constructions sont inscrites à l'Inventaire du patrimoine architectural de la Région Bruxelles-capitale et à l'Inventaire du patrimoine immobilier de Flandre et plusieurs sont classés et protégés.

## Réalisations

### Maison Campioni-Balasse, Schaerbeek
C'est à Schaerbeek où il vit, qu'il fait ses débuts en 1890 avec une maison située 2-4 rue de l'Est, la maison de style néo-gothique Campioni-Balasse, du nom de ses propriétaires l'avocat Charles Campioni et de son épouse Thérésine Balasse,.

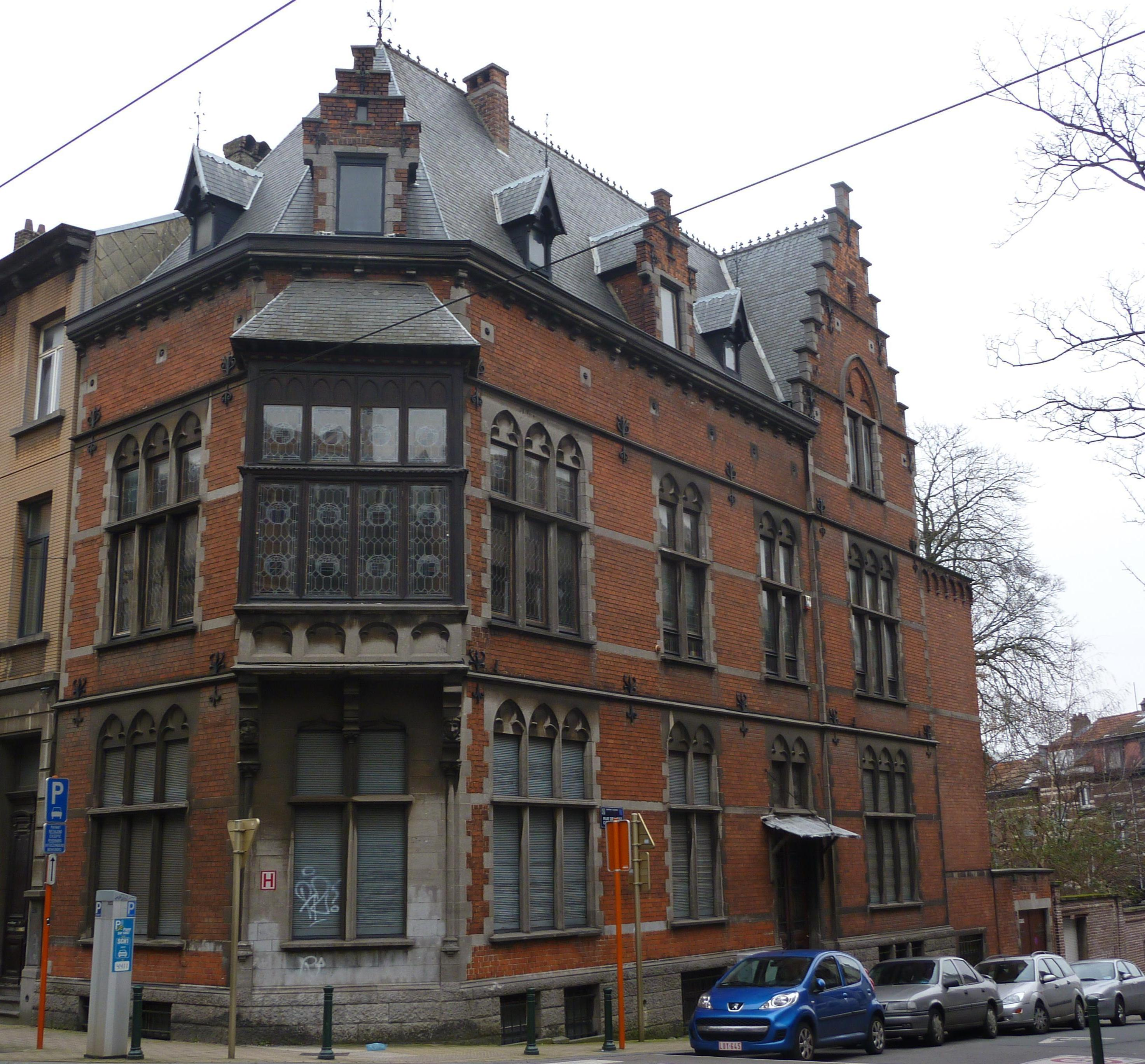
Maison Campioni-Balasse

Le bâtiment, sur deux niveaux, présente une façade colorée de briques rouges rehaussée de pierre bleue. Il comporte un garage, fait rare à l'époque. À ce jour aucun document d'archive ne peut confirmer cette attribution.
Le même souci chromatique est présent à l'intérieur avec des sols en mosaïques, des vitraux, tapisseries et plafonds peint,. La maison fait l'objet d'un classement en 2004.

### Couvent des rédemptoristes, Jette, 1903
Cet ensemble néo-gothique est construit en 1903 d’après des plans de Georges Dhaeyer. L’église en briques rouges présente un plan en croix latine à trois nefs. L'intérieur est couvert de voûtes d’ogives et éclairé par de riches vitraux polychromes. Le couvent de plan carré s'articule autour d'un jardin intérieur. Dans l’oratoire de nombreux éléments d'ébénisterie sont présents : bancs de prière, lambris, tribune. La chapelle Saint-Madeleine  contient un orgue de tribune néogothique du facteur Petrus Stevens. Le bâtiment est classé le 15 juin 2000.

### Chapelle du couvent du Sacré-Cœur, Jette
Cette petite chapelle est construite en 1933 sur des plans de Georges Dhaeyer, en style néogothique. Elle présente trois travées avec contreforts. Les murs sont en pierre blanche rehausses d'éléments en pierre bleue. Les fenêtres sont garnies de vitraux. La chapelle est classée le 25 mai 2000.

### Gare de tramway, Le Coq, 1902

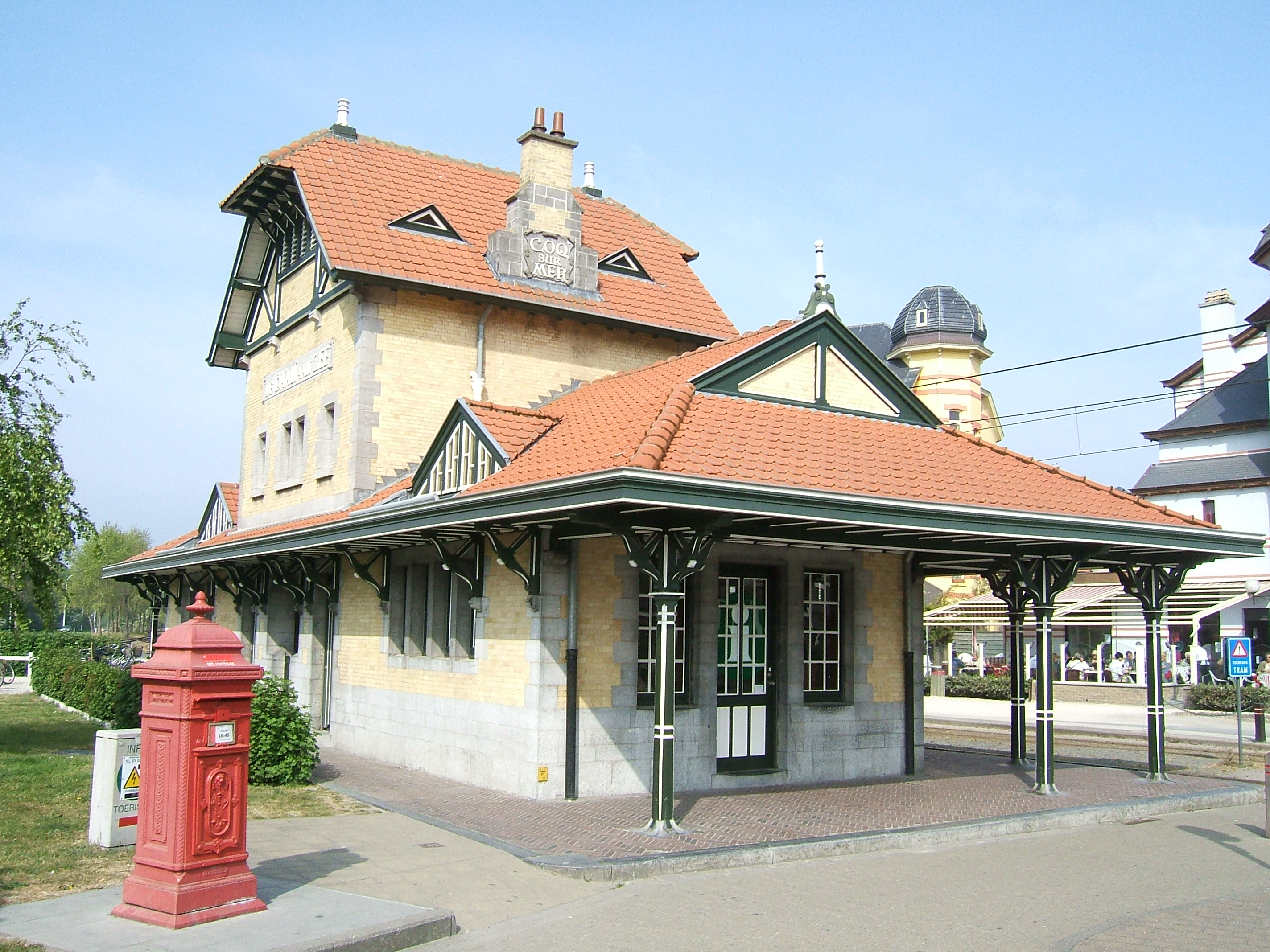
Gare de tramway, Le Coq

Georges Dhaeyer conçoit en 1902 les plans de cette gare de tramway destinée à remplacer l'ancien arrêt de 1886. Dans le style des villas anglo-normandes, la gare présente une façade en briques jaunes sur un socle en pierre bleues et comporte des pseudo-colombages,.
Menacée de démolition en 1977, elle est rachetée par la commune du Coq et abrite l'office du tourisme. Elle est classée à l'Inventaire du patrimoine immobilier de Flandre en 1981.

### Maison du baron Emmanuel Coppens, Woluwe-Saint-Pierre, 1907
Maison éclectique, située avenue de Tervueren 146, de composition asymétrique, dessinée en 1907 par Georges Dhaeyer pour le baron Emmanuel Coppens. La façade est en pierre blanche, rehaussée de pierre bleue avec des ouvertures rectangulaires. L'entrée est surmontée d'un oriel en pierre bleue de deux niveaux, de plan trapézoïdal, sur deux consoles ouvragées en fer forgé.

### Autres bâtiments
- Maisons Avenue Michel-Ange, 62 et 64, Bruxelles, 1896, style éclectique[10]
- Maison, Rue du Cardinal, 5, Bruxelles, 1899, style néogothique et inspiration Art nouveau[11]
- Maison Rue Hobbema 9, 1900, Bruxelles, conçue par Georges Dhaeyer pour l'entrepreneur Théodore Dhaeyer, son père[12]
- Chapelle Saint Antoine, Brakel, 1901. Construite d'après des plans de Georges Dhaeyer
- Maison Rue Stevin 124, Bruxelles, 1901, style néo-classique[13]
- Kasteel's Gravenkasteel, Puers-Saint-Amand, Le château du 17e siècle est restauré vers 1902 par la famille Moretus de Bouchout selon un projet de Georges Dhaeyer. Il est reconstruit de façon modifiée après des bombardements en 1914[14].
- Chapelle Sainte-Madeleine, Jette, 1904, style néo-gothique[6]
- Église paroissiale Saint-Étienne (nl), Brussegem, cette église qui remonte au XVIe siècle avec des transformations ultérieures, est modifiée et agrandie de façon importante selon les plans de Georges Dhaeyer vers 1905-1906. Il allonge et élargit la nef et reconstruit la tour avec un caractère gothique plus prononcé[15].
- College Eucharistisch Hart, complexe néo-gothique, Essen, 1905, ensemble de bâtiments de style néogothique (monastère, bâtiments scolaires et église) [16]
- Maison Avenue Louis Bertrand 15, Schaerbeek, 1906-1908, style éclectique d'inspiration Renaissance[17]
- Commerce et immeuble de rapport, Rue du Collège Saint-Michel 97, Woluwe-Saint-Pierre,1907, style éclectique[18]
- Maison Place de Jamblinne de Meux 36-37, Schaerbeek, 1909, style Beaux-Arts
- Maison Rue du Collège Saint-Michel 95, Woluwe-Saint-Pierre, 1909, style éclectique[19]
- Maison Avenue Émile de Beco 77-79, Ixelles, 1912, style Beaux-Arts, inscrite à l'Inventaire du patrimoine architectural[20]
- Petite Chapelle du Couvent du Sacré-Cœur, Jette, 1933, style néo-gothique, classée en 2000[4]

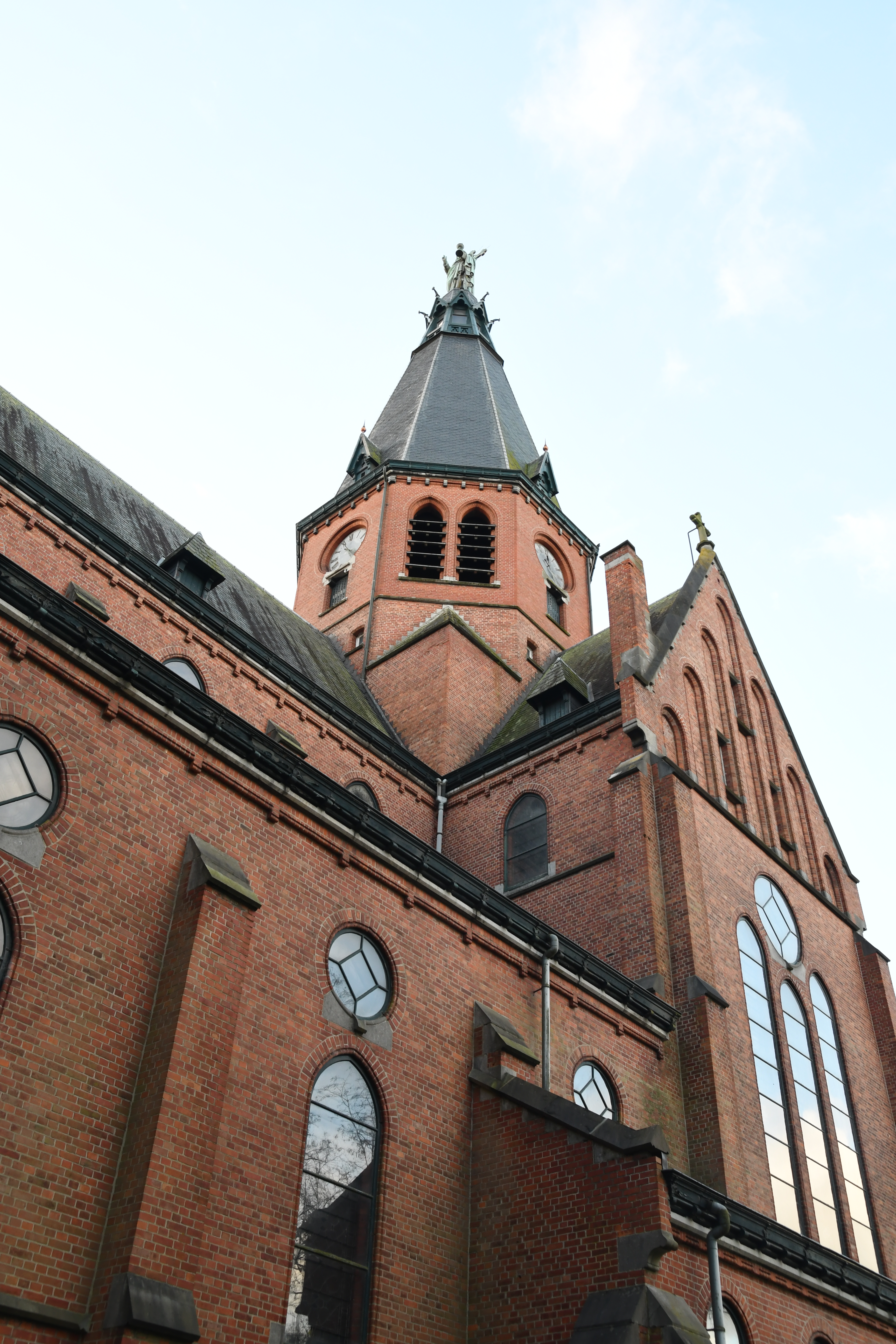
Église du College Eucharistisch Hart, Essen
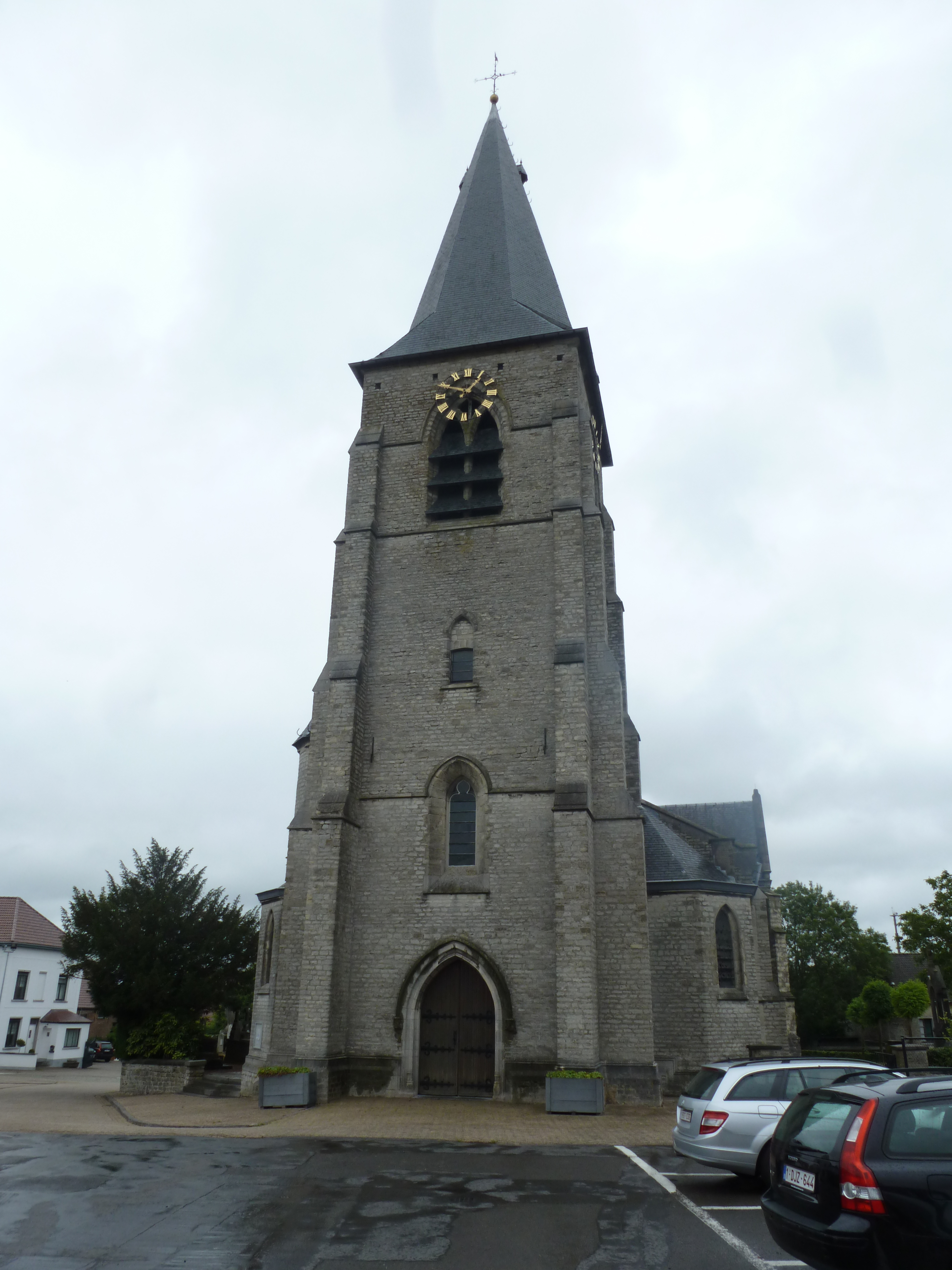
Église St Stephan Brussegem